# Nanjing Olympic Sports Center Gym
Das Nanjing Olympic Sports Center Gym (chinesisch: 南京奥林匹克体育中心) ist eine Mehrzweckhalle in der chinesischen Millionenstadt Nanjing, Provinz Jiangsu. Die Arena liegt direkt am Südende des Nanjing Olympic-Sports-Center-Stadions. Beide Veranstaltungsstätten gehören zum Nanjing Olympic Sports Centre.

## Geschichte
Die Halle wurde anlässlich der 10. Nationalspiele der Volksrepublik China im Jahr 2005 von 2002 bis 2005 errichtet und eingeweiht. Die Grundfläche umfasst 60.000 m². Die 70 mal 40 Meter große Halle bietet 13.000 Zuschauern Platz. Alle Plätze sind klimatisiert. Im Komplex befindet sich auch eine 1:500 m² große Trainingshalle.
Das Nanjing Olympic Sports Center Gym war Austragungsort der Finalrunde der Handball-Weltmeisterschaft der Frauen 2009.